# 郭锡章
郭锡章（1933年4月—2023年1月3日），湖北武穴人，中国人民解放军中将。

## 生平
郭锡章是武穴花桥镇刘常村西湖口垸人，1933年4月出生。早年曾在如今的武穴市梅川高级中学学习。后毕业于中共中央党校。1951年7月参加中国人民解放军。1953年9月加入中国共产党。历任团司令部作训股参谋、股长，团副参谋长、参谋长、团长。1979年，出任副师长。1980年，任援外军事专家组长。1982年，任陆军第十二军三十六师师长。1983年，任陆军第十二军军长。1985年8月，任陆军第十二集团军军长。1990年4月到1996年7月，任南京军区副司令员。1988年10月被授予少将军衔。1993年7月晋升为中将军衔。他是第八届全国人大代表，第九届全国政协委员。中国共产党第十三次全国代表大会代表。

## 著作
主编《三三系列管理》、《军队后勤管理概要》等专著。